# Shiojiri
Shiojiri (jap. 塩尻市 Shiojiri-shi) – miasto w środkowej części wyspy Honsiu w Japonii w prefekturze Nagano.

## Położenie
Miasto położone we wschodniej części prefektury Nagano. Miasto graniczy z:
- Ina
- Matsumoto
- Okaya oraz wieś Minami-Minowa.

## Historia
Miasto powstało 1 kwietnia 1959 roku.